# Grand-Pré
Grand-Pré è una comunità rurale canadese nella contea di Kings, in Nuova Scozia. Il suo nome francese si traduce in "grande prato" e la comunità si trova all'estremità orientale della valle di Annapolis, diversi chilometri a est della città di Wolfville su una penisola che si protende nel bacino di Minas, circondata da ampi campi agricoli e incorniciata dai fiumi Gaspereau e Cornwallis. La comunità è stata resa famosa dal poema Evangeline di Henry Wadsworth Longfellow ed è oggi sede del sito storico nazionale di Grand-Pré. Il 30 giugno 2012, il Paesaggio di Grand-Pré è stato inserito nel Patrimonio dell'umanità dall'UNESCO.
Grand-Pré è il luogo di nascita del Primo Ministro canadese Sir Robert Borden.

## Storia
Grand-Pré venne fondata nel 1680 circa da Pierre Melanson e Pierre Terriot. Pierre Melanson, un colono acadiano che viaggiò a est da Pierre Dugua de Mons l'insediamento originario di Sieur de Mons a Port Royal (vedi Annapolis Royal e l'abitazione). Pierre, un acadiano di origine ugonotta francese e inglese, era arrivato a Port Royal con Sir Thomas Temple nel 1650 quando l'Acadia era sotto il controllo inglese. Pierre Terriot era il figlio di Jehan nato a Port Royale intorno al 1654. Pierre Melanson fu responsabile della fondazione della parrocchia di Saint-Charles des Mines mentre il suo amico, Pierre Terriot, fondò la parrocchia di Saint-Joseph de la rivière aux Canards. La fertilità dei suoli e la ricchezza delle altre risorse della zona erano note ai francesi fin dalla prima parte del secolo, quando Samuel de Champlain, cartografo di de Mont, aveva censito la regione. I coloni impiegarono rapidamente la loro tecnologia di costruzione di dighe nelle vaste paludi salmastre, bonificando efficacemente diverse migliaia di acri di terreno agricolo produttivo. Le fattorie e la popolazione crebbero rapidamente, facendo di Grand-Pré il principale insediamento dell'Acadia. Gli insediamenti si diffusero da Grand-Pré intorno al bacino di Minas, diventando collettivamente noti come Les Mines o Minas dopo i depositi di rame rilevati da Pierre Dugua de Mons all'ingresso del bacino. A metà degli anni 1680 la popolazione era sufficiente per sostenere una chiesa e fu costituita la parrocchia di Saint-Charles des Mines.

### La guerra della regina Anna

#### Incursione su Grand-Pré (1704)
Durante la guerra della regina Anna, il Ranger del New England, Benjamin Church, bruciò il villaggio e ruppe alcune delle dighe nel raid su Grand Pré. In questo raid, Church e i suoi ranger rimasero bloccati nelle distese fangose di Baie Francais (Baia di Fundy), cosa che diede ai Mi'kmaq e agli Acadiani il tempo di posizionarsi per difendere strenuamente il villaggio, ma alla fine furono sopraffatti e Church bruciò il villaggio e i campi.

### La guerra di Re Giorgio

#### Battaglia di Grand-Pré (1747)
Durante la guerra di re Giorgio, una forza francese guidata da Jean-Baptiste Nicolas Roch de Ramezay sconfisse una più grande forza britannica in un raid notturno nella battaglia di Grand-Pré. Questa battaglia fu la vittoria più significativa e sanguinosa per i francesi in Acadia. Il villaggio, tuttavia, rimase sotto il controllo britannico una volta che i francesi si ritirarono.

### La guerra di padre Le Loutre

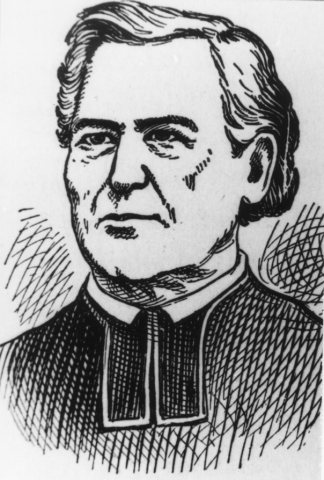
Padre Le Loutre

#### Esodo Acadiano (1749-1755)
Durante la guerra di padre Le Loutre, gli acadiani di Grand-Pré svolsero un ruolo significativo nel sostenere l'esodo degli acadiani dalla Nuova Scozia continentale, iniziato nel 1749. Grand-Pré rispose di buon grado alla richiesta di Le Loutre di generi alimentari di prima necessità. La zona era il granaio della regione, venivano coltivati grano e altri cereali e prodotta farina in non meno di undici mulini. Inoltre erano allevati armenti di diverse migliaia di capi di bestiame, pecore e maiali. Mandrie di bestiame regolari si facevano strada da Cobequid a Tatamagouche per la fornitura di Fort Beauséjour, Louisbourg e insediamenti sull'Île St. Jean (Isola del Principe Edoardo). Altre andavano via mare dal bacino di Minas all'istmo di Chignecto o alla foce del fiume San Giovanni, trasportate su navi acadiane da intermediari del luogo. Gli Acadiani di Grand-Pré offrirono anche il loro lavoro, a quelli dell'istmo di Chignecto, per costruire una chiesa e delle dighe.

#### Assedio di Grand-Pré (1749)
Gli inglesi costruirono Fort Vieux Logis, durante la guerra di Padre Le Loutre, che fu attaccato dagli Acadiani e da Mi'kmaq nell'assedio di Grand-Pré. L'assedio durò una settimana e i 300 indigeni vennero fatti prigionieri e rimasero in cattività per quasi due anni. Alla fine il Mi'kmaq si ritirò.

### Guerra franco-indiana

#### Campagna della Baia di Fundy (1755)

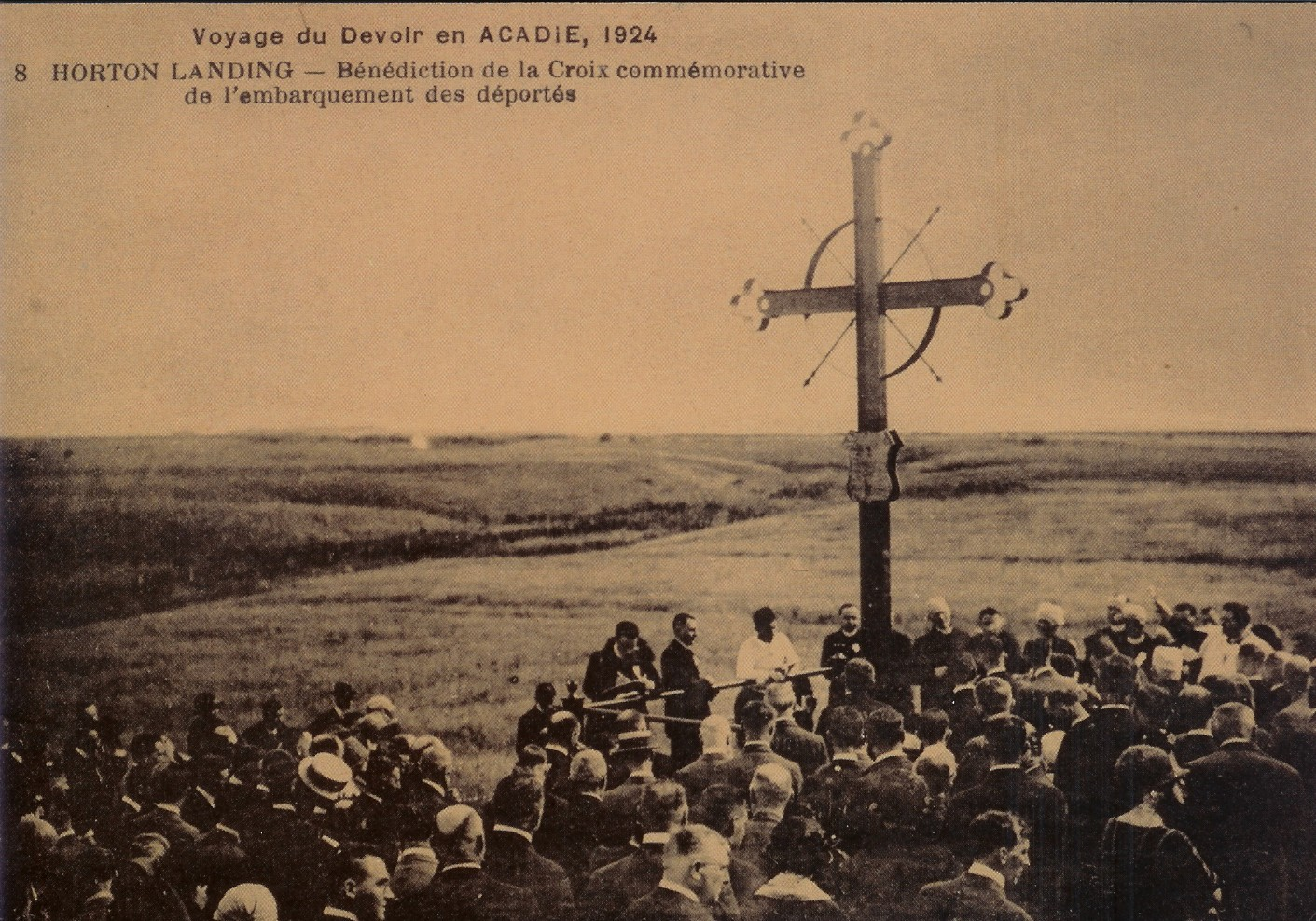
Croce commemorativa Acadiana, Grand-Pré

Durante la guerra franco-indiana (il teatro nordamericano della guerra dei sette anni), gli Acadiani furono espulsi da Grand-Pré durante la campagna della Baia di Fundy (1755). C'erano vari soldati britannici che tenevano un diario della deportazione da Grand-Pré come il tenente colonnello John Winslow e Jeremiah Bancroft. Il sito di Grand-Pré durante l'espulsione fu poi immortalato dal poeta americano Henry Wadsworth Longfellow con il suo poema epico Evangeline.
Gli acadiani di Grand Pré furono dispersi in molte località e alcuni alla fine tornarono in altre parti delle Maritime canadesi come Nuova Scozia, Terranova e New Brunswick. Molti Acadiani espulsi dall'area del Grand-Pré alla fine si stabilirono negli Stati del New England e viaggiarono via terra verso la Louisiana meridionale negli Stati Uniti dopo essere stati lasciati sulla costa atlantica. In Louisiana, il termine Cajun si è evoluto dal nome "Acadian".

#### Fioriere del New England
Dopo la deportazione degli Acadiani, le terre vacanti furono reinsediate dai piantatori del New England nel 1760 e ribattezzate Horton Township. Tra Grand-Pré e Horton Landing a est fu edificato un grande quartiere di città con una griglia stradale rettilinea, ma la popolazione agricola locale preferì stabilirsi lungo il crinale dell'altopiano in modo sparso, proprio come avevano fatto i precedenti residenti della zona. Vennero realizzate diverse scuole e congregazioni, tra cui un luogo di riunione trasformato in chiesa all'inizio del XIX secolo, oggi noto come Chiesa Covenanter. Nel corso del tempo, mercanti e proprietari di negozi si riunirono nella vicina Wolfville a ovest, lasciando Grand-Pré a continuare ad essere una comunità agricola. Uno dei discendenti dei piantatori era Sir Robert Borden, l'ottavo Primo Ministro del Canada, nato a Grand-Pré nel 1854. Grand-Pré continuò come comunità agricola ricca e produttiva ma piccola. La Windsor and Annapolis Railway arrivò nel 1869, inizialmente servendo la comunità con una piccola stazione rurale. Il bestiame e il fieno di palude divennero le principali esportazioni, unite, alla fine del XIX secolo, dalla principale industria di esportazione di mele della valle di Annapolis. Intorno alla stazione vennero costruiti quattro grandi magazzini per l'imballaggio e la spedizione delle mele. Negli anni 1920 la Dominion Atlantic Railway sviluppò il Grand-Pré Memorial Park per attirare i turisti. Mentre l'agricoltura è rimasta la principale industria del Grand-Pré, il parco ha reso la comunità una destinazione turistica e un memoriale per il popolo acadiano. Il parco alla fine divenne un sito storico nazionale e nel 1957 e fu acquistato dal Canadian Park Service.

## Oggi

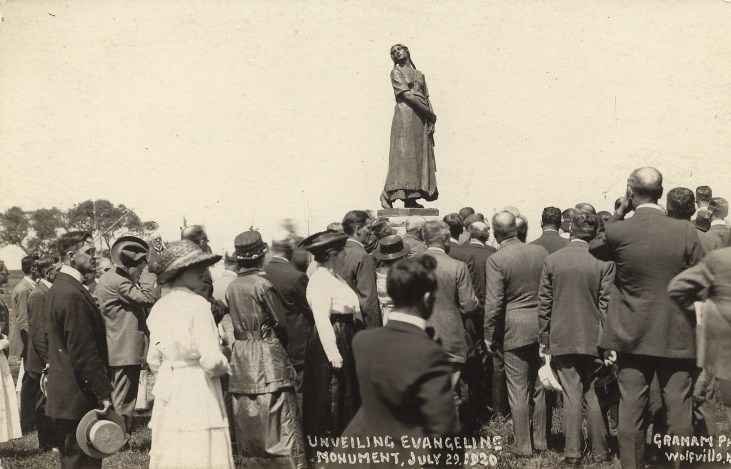
Inaugurazione di Evangeline (1920) del famoso scultore del Quebec Louis-Philippe Hébert, completata postuma da suo figlio Henry

Oggi, Grand-Pré è la sede del sito storico nazionale di Grand-Pré, che ora è un parco nazionale amministrato da Parks Canada per commemorare il popolo acadiano e la sua deportazione. La chiesa Covenanter a Grand-Pré è la più antica chiesa presbiteriana esistente in Nuova Scozia. Una delle cantine più note della Nuova Scozia, Domaine de Grand-Pré, si trova nella comunità. Grand-Pré è anche il primo distretto rurale storico designato del Canada. La Just us!, la sede della società del caffè, si trova nel villaggio ed è una specie di attrazione turistica. Evangeline Beach è una famosa sosta per migliaia di uccelli costieri migratori ed è anche un ottimo punto per osservare il flusso e riflusso delle maree più alte del mondo.

## Patrimonio dell'umanità
L'UNESCO, nella motivazione dell'inserimento del sito nel patrimonio dell'umanità lo ha indicato come: "La "palude" del Grand Pré e i resti degli antichi borghi associati costituiscono un paesaggio culturale che testimonia un notevole sforzo, nel corso di molti secoli, utilizzando la tecnica del polder per sviluppare terreni agricoli, in una posizione marittima con maree estreme."

## Dati demografici

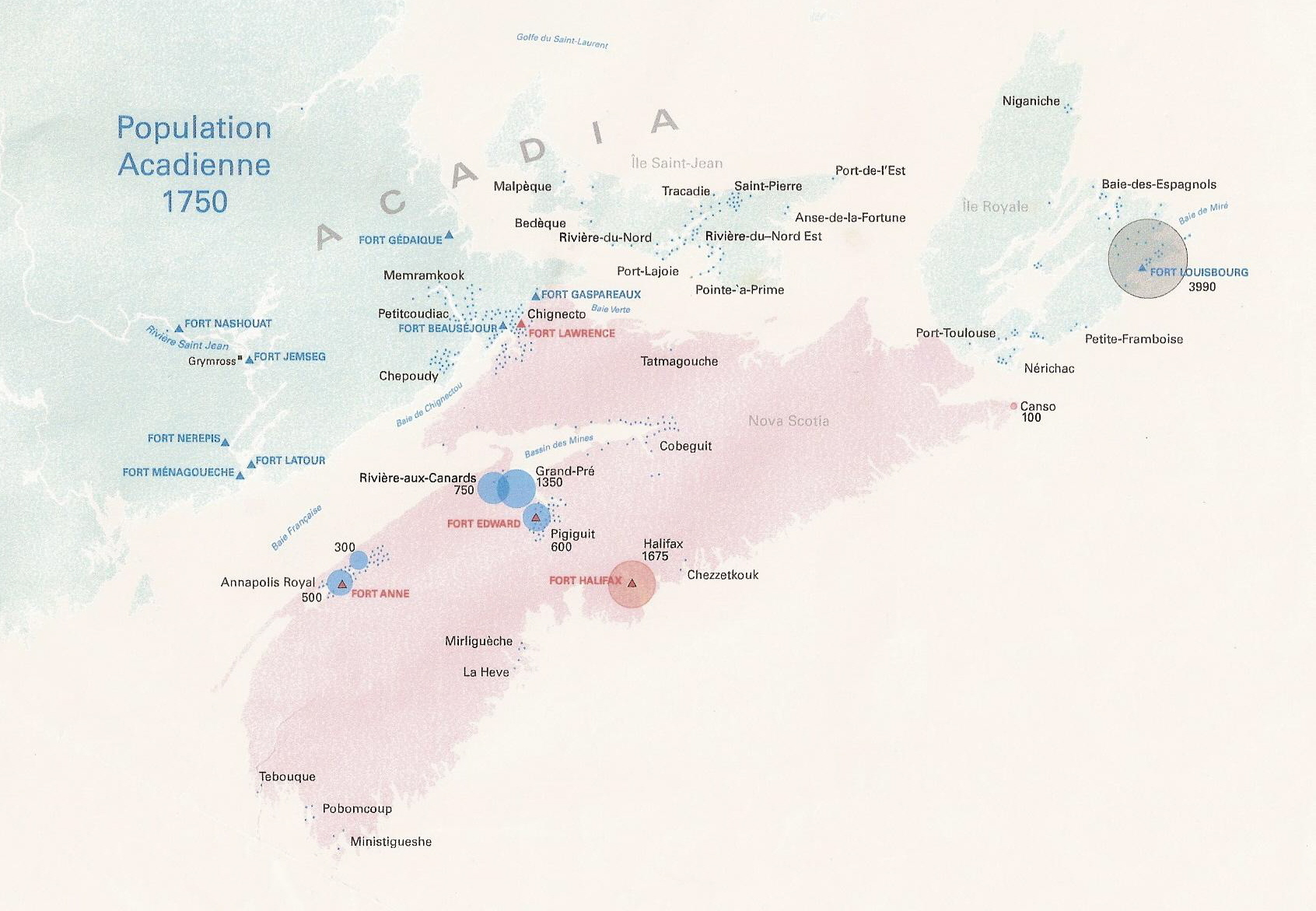
Grand-Pré nel 1750

Grand-Pré non ha uno status ufficiale; ci sono solo dati specifici per la suddivisione D della contea di Kings, che comprende l'area tra Hantsport e Wolfville, dove esistono Grand-Pré e pochi altri villaggi. In quest'area si contavano, nel 2006, 5 499 abitanti, rispetto ai 5167 del 2001, con un incremento del 6,4%. L'età media è di 44,5 anni, contro i 41,8 della provincia. L'84,8% della popolazione ha più di 15 anni, che è nella media provinciale.
Per quanto riguarda la lingua, il 96,6% degli abitanti è anglofono, l'1,4% francofono e il 2,0% allofono. La popolazione francofona è anglicizzata poiché il 99,3% parla inglese a casa. Per quanto riguarda la conoscenza delle lingue ufficiali, il 7,2% della popolazione è in grado di comunicare in francese a vari livelli, il resto è anglofono unilingua.